# Stanzwerk

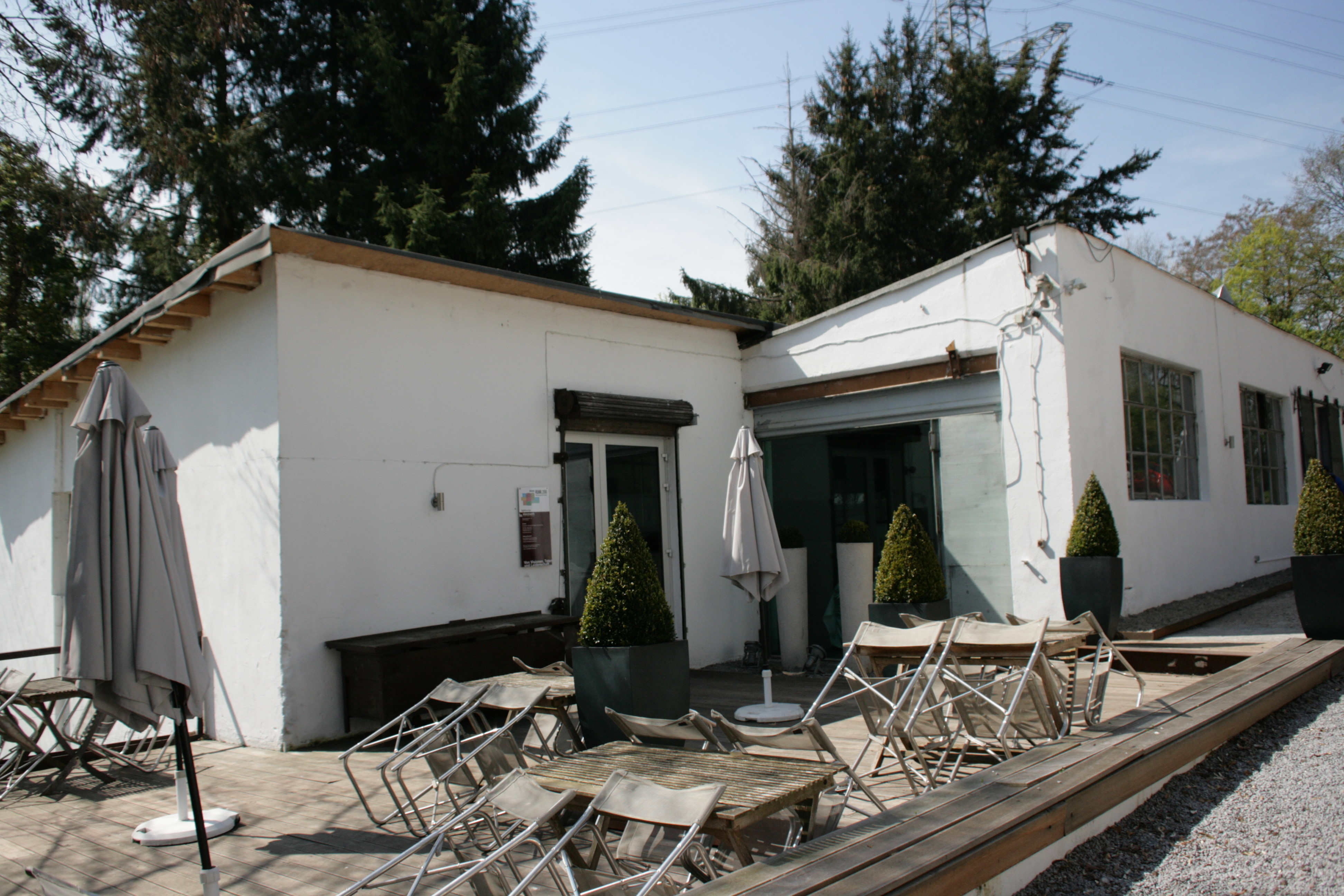
Stanzwerk in Bochum

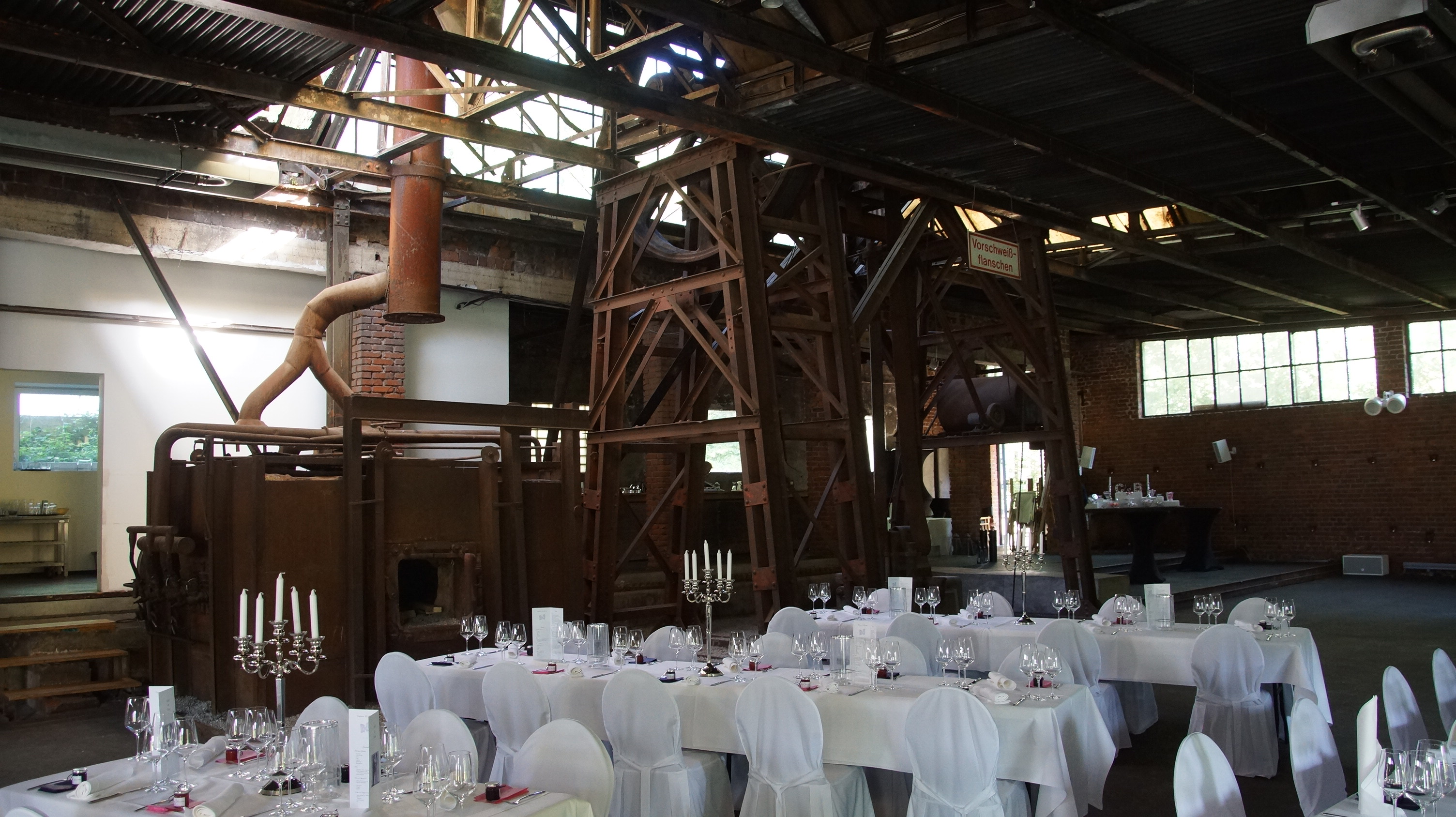
Stanzwerk in Bochum

Die Geschichte des Stanzwerks im Bochumer Stadtteil Sundern reicht in Form des "Winterschen Kottens" zurück bis ins 18. Jahrhundert. Der ursprüngliche bäuerliche Kleinbetrieb mit oberflächlichem Kohleabbau für den Eigenbedarf wandelte sich im Laufe der Zeit zu einem Zulieferbetrieb der Stahlindustrie und des Bergbaus, vorwiegend für ein Sortiment an Rohrflanschen. Nach der Schließung des Betriebes in den 1980er-Jahren wurde das Gebäude-Ensemble von der Inhaberfamilie Schade zu einem Kultur-Veranstaltungszentrum umgebaut und in dieser Form wieder eröffnet.